# 肖焕雄
肖焕雄（1932年6月—2020年3月25日），四川达县人，中国水利水电工程专家，武汉大学教授。

## 生平
1932年生于四川达县。1955年毕业于武汉水利学院水工建筑系。1957年赴苏联莫斯科建筑工程学院学习施工水力学, 1961年获副博士学位。1981年至1983年在美国康奈尔大学做访问学者。长期从事水电工程施工的科研和教学工作，1978年获全国科学大会科技奖，1985年获国家科技进步特等奖。1986年加入中国共产党，1987年升任教授，1990年获批博士生导师，1991年获国务院政府特殊津贴。2020年3月25日19时50分在武汉大学中南医院逝世。

## 著作
- 肖焕雄 (编). . 北京: 水利电力出版社. 1992年.
- 胡志根; 肖焕雄. . 北京: 科学出版社. 1997年.
- 肖焕雄. . 北京: 中国电力出版社. 2002年. ISBN 9787508309781.
- 肖焕雄 (编). . 北京: 中国水利水电出版社. 2004年. ISBN 7508410696.